# Peng'im
Le peng'im (en chinois : 潮州話拼音方案, transcrit : diê7ziu1uê7 pêng1im1 (Chaozhou) ou dio7ziu1uê7 pêng1im1 bang1uan3 (Shantou)) est un système de romanisation du teochew, créé en septembre 1960 par le département de l'Éducation de la province de Guangdong. La prononciation de référence des tons est celle de la préfecture de Shantou (汕头 / 汕頭 suan1tao5).

## Structure
Une syllabe en teochew peut être constituée de deux façons :
- une initiale suivie d'une rime affectée d'un ton ;
- une rime affectée d'un ton.

### Initiales
|            |            | bilabiales | alvéolaires | sifflantes | vélaires | glottales |
| ---------- | ---------- | ---------- | ----------- | ---------- | -------- | --------- |
| occlusives | sourdes    | b- [p]     | d- [t]      | z- [t͡s]    | g- [k]   |           |
| occlusives | aspirées   | p- [pʰ]    | t- [tʰ]     | c- [t͡sʰ]   | k- [kʰ]  |           |
| occlusives | voisées    | bh- [b]    |             | r- [d͡z]    | gh- [g]  |           |
| nasales    | nasales    | m- [m]     | n- [n]      |            | ng- [ŋ]  |           |
| fricatives | fricatives |            |             | s- [s]     |          | h- [h]    |
| latérales  | latérales  |            | l- [l]      |            |          |           |

L'initiale est le son consonantique situé au début de la syllabe. Elles sont au nombre de 17 et sont symbolisées, dans le système peng'im, par les lettres suivantes (les exemples ci-dessous montrent les prononciations API entre crochets) :
- b- [p] (bak4 [pak˨̚], 北 nord)
- bh- [b] (bhê2 [bε˥˨], 馬 cheval)
- c- [t͡sʰ] (cên1 [t͡sʰɛ̃˧], 青 vert)
- d- [t] (dio5 [tiɔ˥], 潮 marée)
- g- [k] (go1 [kɔ˧], 哥 grand frère)
- gh- [g] (gho5 [gɔ˥], 鵝 oie)
- h- [h] (hung5 [huŋ˥], 雲 nuage)
- k- [kʰ] (ke3 [kʰɯ˨˩˧], 去 aller)
- l- [l] (lag8 [lak˦̚], 六 six)
- m- [m] (mêng5 [mɛŋ˥], 明 brillant)
- n- [n] (nang5 [naŋ˥], 人 personne)
- ng- [ŋ] (ngou6 [ŋɔʊ˧˥], 五 cinq)
- p- [pʰ] (peng5 [pʰɛŋ˥], 平 calme, pacifique)
- r- [d͡z] (ruah8 [d͡zuaʔ˦̚], 热 chaud)
- s- [s] (sên1 [sɛ̃˧], 生 être né)
- t- [tʰ] (tin1 [tʰĩ˧], 天 cieux)
- z- [t͡s] (ziu1 [t͡siʊ˧], 州 région/état)

### Rimes
| - Rimes ne faisant pas partie de la prononciation de Shantou. |          |            |             |            |            |             |            |            |
| Noyau                                                         | Médianes | Coda       | Coda        | Coda       | Coda       | Coda        | Coda       | Coda       |
| Noyau                                                         | Médianes | Ø          | -n          | -h         | -m         | -ng         | -p         | -k         |
| -a-                                                           | Ø        | -a [a]     | -an [ã]     | -ah [aʔ]   | -am [am]   | -ang [aŋ]   | -ab [ap̚]   | -ag [ak̚]   |
| -a-                                                           | -i-      | -ia [ia]   | -ian [ĩã]   | -iah [iaʔ] | -iam [iam] | -iang [iaŋ] | -iab [iap̚] | -iag [iak̚] |
| -a-                                                           | -u-      | -ua [ua]   | -uan [ũã]   | -uah [uaʔ] | -uam [uam] | -uang [uaŋ] | -uab [uap̚] | -uag [uak̚] |
|                                                               |          |            |             |            |            |             |            |            |
| -e-                                                           | Ø        | -ê [ε]     | -ên [ɛ̃]     | -êh [εʔ]   |            | -êng [εŋ]   |            | -êg [εk̚]   |
| -e-                                                           | -i-      | -iê [iε]   | -iên [ĩɛ̃]   |            |            | -iêng [iεŋ] |            | -iêg [iεk̚] |
| -e-                                                           | -u-      | -uê [uε]   | -uên [ũɛ̃]   | -uêh [uεʔ] |            | -uêng [uεŋ] |            | -uêg [uεk̚] |
|                                                               |          |            |             |            |            |             |            |            |
| -o-                                                           | Ø        | -o [ɔ]     |             | -oh [ɔʔ]   |            | -ong [ɔŋ]   |            | -og [ɔk̚]   |
| -o-                                                           | -i-      | -io [iɔ]   | -ion [ĩɔ̃]   | -ioh [iɔʔ] |            | -iong [iɔŋ] |            | -iog [iɔk̚] |
|                                                               |          |            |             |            |            |             |            |            |
| -ə-                                                           | Ø        | -e [ɯ]     | -en [ɯ̃]     |            |            | -eng [ɯŋ]   |            | -eg [ɯk̚]   |
| -ə-                                                           | -i-      | -ie [iɯ]   | -ien [ĩɯ̃]   | -ieh [iɯʔ] | -iem [iɯm] |             | -ieb [iɯp̚] |            |
| -i-                                                           | Ø        | -i [i]     | -in [ĩ]     | -ih [iʔ]   | -im [im]   | -ing [iŋ]   | -ib [ip̚]   | -ig [ik̚]   |
| -u-                                                           | Ø        | -u [u]     | -un [ũ]     |            |            | -ung [uŋ]   |            | -ug [uk̚]   |
|                                                               |          |            |             |            |            |             |            |            |
| -ai-                                                          | Ø        | -ai [aɪ]   | -ain [ãĩ]   |            |            |             |            |            |
| -ai-                                                          | -u-      | -uai [uaɪ] | -uain [ũãĩ] |            |            |             |            |            |
| -ao-                                                          | Ø        | -ao [aʊ]   | -aon [ãʊ̃]   | -aoh [aʊʔ] |            |             |            |            |
| -ao-                                                          | -i-      | -iao [iaʊ] |             |            |            |             |            |            |
| -oi-                                                          | Ø        | -oi [oɪ]   | -oin [õɪ̃]   | -oih [oɪʔ] |            |             |            |            |
| -ou-                                                          | Ø        | -ou [oʊ]   | -oun [õʊ̃]   |            |            |             |            |            |
| -ou-                                                          | -i-      | -iou [ioʊ] |             |            |            |             |            |            |
| -ei-                                                          | Ø        | -ei [εɪ]   |             | -eih [εɪʔ] |            |             |            |            |
| -ui-                                                          | Ø        | -ui [uɪ]   | -uin [ũɪ̃]   |            |            |             |            |            |
| -iu-                                                          | Ø        | -iu [iʊ]   | -iun [ĩʊ̃]   |            |            |             |            |            |
| Ø                                                             | Ø        |            |             |            | m [m]      | ng [ng]     |            |            |

Selon la phonologie chinoise, la rime est divisée en trois parties: une médiane suivie d'un noyau puis d'une coda.
Dans la phonologie occidentale, la rime n'est composée que de deux parties : un noyau et une coda, où le noyau est l'ensemble des sons vocaliques et la coda l'ensemble des sons consonantiques en fin de syllabe.
Les différentes compositions des rimes sont :
- le noyau seul ;
- le noyau suivi d'un coda ;
- voire un coda seul dans le cas de -m et -ng.

Voici donc la liste des 17 noyaux avec leur prononciation en API entre crochets :
- -a- [a]  (ma5 [ma˥], 媽 mère)
- -ai- [aɪ] (lai5 [laɪ˥], 来 venir)
- -ao- [aʊ] (kao6 [kʰaʊ˧˥], 哭 pleurer)
- -e- [ɨ] (de7 [tɯ˩], 箸 baguettes)
- -ê- [ε]  (sên1 [sɛ̃˧], 生 être né)
- -i- [i] (si3 [si˨˩˧], 四 quatre)
- -ia- [ia]  (cia1 [t͡sʰia˧], 車 voiture)
- -io- [iɔ] (gio5 [kiɔ˥], 喬 pont)
- -iu- [iʊ] (ziu2 [t͡siʊ˥˨], 酒 vin)
- -o- [ɔ] (mo5 [mɔ˥], 毛 poil)
- -oi- [oɪ] (bhoi2 [bɔɪ˥˨], 买 acheter)
- -ou- [oʊ] (dou5 [tɔʊ˥], 图 plan)
- -u- [u] (ghu1 [gu˧], 牛 bovin)
- -ua- [ua]  (dua7 [tua˩], 大 grand)
- -uai- [uaɪ] (guai3 [kuaɪ˨˩˧], 怪 étrange)
- -uê- [uε] (gue3 [kuɛ˨˩˧], 過 traverser)
- -ui- [uɪ] (gui3 [kuɪ˨˩˧], 貴 coûteux)

Les cinq différents codas sont :
- -m [m] (giam5 [kiam˥], 咸 salé)
- -ng [ŋ] (bhuang7 [buaŋ˩], 萬 dix mille)
- -b [p̚] (zab8 [t͡sap˦̚], 十 dix)
- -g [k̚] (mag8 [mak˦̚], 目 œil)
- -h [ʔ] (tih4 [tʰiʔ˨̚], 鐵 fer)

D'ailleurs, ces trois derniers codas (-b, -g et -h) sont forcément au quatrième ou au huitième ton.
Enfin certaines syllabes sont nasalisées, ce qui est représenté en peng'im par la lettre -n.
- suan [swã] (山 montagne)
- cên [ t͡ʃʰɛ̃] (青 vert)

### Tons
Le teochew comporte huit tons qui sont symbolisés chacun par un chiffre, de 1 à 8, mis en exposant. Ci-dessous, les huit tons avec la même syllabe à chaque fois :
- do1 [tɔ˧] (刀 couteau)
- do2 [tɔ˥˨] (短 court)
- do3 [tɔ˨˩˧] (倒 verser)
- doh4 [tɔ˨̚] (桌 restaurant)
- do5 [tɔ˥] (朵 groupe)
- do6 [tɔ˧˥] (在 être présent)
- do7 [tɔ˩] (袋 sac)
- doh8 [tɔ˦̚] (擇 ramasser)

Voici quelques autres exemples avec fichiers audio :
- ciu2 [t͡sʰiʊ˥˨] (手 main) Écouter
- bieng3 [piɯŋ˨˩˧] (變 changer) Écouter
- gog4 [kokʔ˨̚] (國 pays) Écouter
- kun5 [kʰũ˥] (蹲 s'accroupir)  Écouter
- ngo6 [ŋɔ˧˥] (晤 rencontrer) Écouter
- ieh8 [iɯʔ˦̚] (藥 médicament) Écouter

La romanisation peng'im reflète le sandhi tonal, ce qui veut dire que les tons changent s'ils sont suivis d'une autre syllabe dans certaines configurations. Ces changements suivent les règles ci-dessous :
1. Les tons medium et grave restent inchangés :
  - Ton 1 ⇒ Ton 1
  - Ton 7 ⇒ Ton 7
2. Les tons non prolongés s'inversent ; le ton non-prolongé grave devient aigu et le ton non-prolongé aigu devient grave :
  - Ton 4 ⇒ Ton 8
  - Ton 8 ⇒ Ton 4
3. Le ton aigu devient grave :
  - Ton 5 ⇒ Ton 7
4. Pour les tons mélodiques, le ton descendant devient montant et le ton montant devient grave :
  - Ton 2 ⇒ Ton 6
  - Ton 6 ⇒ Ton 7
5. Enfin, le ton grave légèrement montant devient le ton 2 ou 5 :
  - Ton 3 ⇒ Ton 2 ou ton 5